# Provincia El Loa
El Loa (Provincia El Loa) este o provincie din regiunea Antofagasta, Chile, cu o populație de 142.686 locuitori (2012) și o suprafață de 41999,6 km2.